# 东方中小学革命史纪念馆
东方中小学革命史纪念馆是一座位于中华人民共和国浙江省玉环市楚门镇的纪念馆。该纪念馆内建在东方中小学旧址上，陈列了第一次国共内战时期和抗日战争时期，东方中小学的创办历史、相关抗日活动的有关史料。1986年3月，原东方中小学旧址以“东方小学遗址”之名列入玉环市文物保护单位；1989年11月，原址被改建为新成立的玉环市东方中学的校史陈列室。2007年3月开始修缮，2009年重新开馆，建筑面积297平方米。

## 历史

### 抗战时期
东方中小学办学于1939年2月至1944年1月，这段时间是第一次国共内战和中国抗日战争的时期。1939年2月，楚门镇著名的老中医陈愚亭、商会会长耿舜钦、陈楚才等人兴办东方小学。其经费来自瑞平轮盈利拨付，董事会由陈愚亭、陈楚材、耿舜钦、韩约渔、童听情、谢毓珊、徐恵楠组成，推举陈愚亭为董事长。校长由爱国知识分子林任望担任，教学班子由多位进步知识分子组成。1939年9月，林任望将东方小学附设的初中补习班改为楚门私立东方中学，并以此为堡垒建立了楚门第一个中国共产党支部。很快，玉环县的国民党反共派开始了警惕。包括林任望在内的多位教师被迫离开楚门，由谢振衡继任校长。1939年底，东方中学被国民政府认为有“赤色嫌疑”，遭到停办。1940年底，谢振衡辞去职务，学校的运营由陈愚亭负责。1941年春天，由东方中小学中共党支部发展的中共党员王咏樵担任校长，多位中共干部来校任职，东方中小学成为玉环县共产党活动的重要据点。1941年4月18日，日本敌机在楚门发动袭击，学校校舍遭到炮弹轰炸。多位有中共身份的教师基于此事，对学生进行革命教育。
1941年10月下旬的一天，东方小学体育教师毛礼联带领六年级学生到北监盐场盐工俱乐部球场打篮球，玉环县自卫队驻楚门中队一分队却因出操而强占场地。毛礼联与之交涉，但遭到对方殴打并绑架关押。王咏樵带领全校老师、学生，前去抗议。王咏樵要求楚门中队中队长徐品三亲自将毛礼联送回学校并赔礼道歉，但未遭到徐品三理睬。于是，东方小学、楚门小学、玉环师资培训班师生联合开展抗议游行活动，要求自卫队道歉，放出毛礼联，并惩办殴打毛礼联的士兵。一个星期后，徐品三迫于压力答应了全部条件，罢教罢课斗争取得完全胜利。
1942年春天，包括乐清县芙蓉地下党区委书记蔡熙、新任玉环县特派员叶令艮、地下中共党员汤幼林等人在内的多位中共党员借助各种原因来到东方中小学，标志着东方中小学党支部正式成立。是年暑假，东方小学校友会成立。1943年冬天，原来负责指导玉环地下工作的中共台特代表郑梅迪叛变，上级共产党组织通知所有隐蔽在东方中小学的中共党员撤离，东方中小学因此停办（一说由于经费来源枯竭）。

### 中华人民共和国时期
1985年，玉环县政府决定复办东方中学。1986年3月9日，原东方中小学校址被列为县级重点文物保护单位:291。1989年11月，东方中学开始筹建校史陈列室，并于1991年3月正式建成开放。1995年，以谢劳撰写的《东方中小学革命斗争史综述》为蓝本，历时一年多，原校史陈列室被升格为东方中小学革命史纪念馆。2007年3月，纪念馆全面修缮，东方中小学旧址的楼房也全部改为纪念馆。2009年4月8日重新开馆后，来自省内外参加玉环解放60周年活动的老同志成为新馆的第一批参观者。2019年10月29日，玉环市新任市长周阳上任后的首次调研便前往楚门，并在东方中小学革命史纪念馆参观。
1995年3月，东方中小学革命史纪念馆被公布为玉环县爱国主义教育基地；2000年3月，又被公布为台州市爱国主义教育基地；2017年1月被列入为第三批浙江省党史教育基地。

## 结构
新开放的纪念馆沿袭原来的木结构建筑，分上下两层建筑面积297平方米（一说290平方米）。设有序厅、复原礼堂、校史厅、英烈厅、复原红色图书馆、复原教师办公室、战史厅等七个展厅，陈列了有关于东方中小学办学历史和抗战历史的珍贵图片、文字资料、塑像和实物。 